# 금전항
금전항은 경상남도 남해군 상주면 상주리, 금전마을 인근에 있는 어항이다. 2002년 8월 6일 어촌정주어항으로 지정하여 관리하고 있다. 시설관리자는 남해군수이다.

## 어항 연혁
- 금전의 지명이 상토밭이라 불리어 오다가 1895년 상주 본동에서 분동되면서 금산아래 밭이 많은 마을이라 하여 금전(錦田)이라 유래되었다.

## 어항 시설
- 방파제 L=138, B=5.5, 선착장 L=60m, B=6.0m, 물량장 L=85m, B=27m, 호안 145m, B=5.0m

## 주요 어종
- 도다리, 노래미, 해삼, 패류